# Érone
Érone település Franciaországban, Haute-Corse megyében. Lakosainak száma 10 fő (2022. január 1.). Érone San-Lorenzo, Cambia, Lano és Rusio községekkel határos.

## Népesség
A település népességének változása:
| Lakosok száma | 32   | 23   | 9    | 6    | 10   | 10   | 11   | 12   | 12   | 10   |
|               | 1968 | 1982 | 1990 | 2006 | 2013 | 2015 | 2017 | 2019 | 2020 | 2022 |